# 디아이 (기업)
주식회사 디아이는 주로 반도체 검사장비 및 전자부품의 제조 및 판매를 영위하는 코스피 상장 기업이다. HBM 테스트 장비를 국산화하고 있다.

## 개요
디아이는 삼성전자 등의 반도체 업체에 검사장비를 공급하는 회사이다. 디아이의 매출은 반도체 검사장비가 약 60%, 전자부품이 약 30%, 기타 10% 가량으로 구성된다. 이중 기타는 수(水)처리 관련 환경사업 부문이다.

## 역사
1955년 과학기기 수입 판매업을 위해 설립되었다.

## 종속회사
- 디지털프론티어
- 디아이머티리얼즈
- 디아이엔바이

## 싸이 테마주
디아이는 싸이의 부친인 박원호 회장이 최대주주로 있는 기업이라는 이유로 대표적인 싸이 테마주로 꼽히지만 사업내용은 싸이의 활동과는 아무 관련이 없다. 회사의 실적과는 무관하게 강남스타일의 전세계적인 히트 및 싸이의 신곡이 나오는 시점과 맞물려 주가가 급등락을 반복해왔다.

## 같이 보기
- 연예인 테마주
- 테마주
- 디와이 (기업)
- 디와이씨